# Estany de Lladres
L'estany de Lladres és un llac glacial que es troba a la vall de Peguera, al vessant sud del Pirineu. Es troba a una altitud de 2.023 metres i té una superfície de 0,78 hectàrees. Forma part del Parc Nacional d'Aigüestortes i Estany de Sant Maurici i pertany al terme municipal d'Espot al Pallars Sobirà.
L'estany és alimentat pel riu de Peguera procedent dels estanys de Trescuro; el mateix riu és també el seu efluent.

## Obres hidroelèctriques
Situada al sud de l'estany, la Presa de la Font Grassa n'augmenta la capacitat d'embassament. Una canalització soterrada de dos quilòmetres de longitud construïda per Hidroelèctrica de Catalunya deriva part del cabal a la Central hidroelèctrica de Lladres, amb l'objectiu final d'enviar aigua de la conca del Peguera per alimentar la Central hidroelèctrica de Sant Maurici.